# УДАР Виталија Кличка
УДАР Виталија Кличка (укр. УДАР Віталія Кличка), скраћено од Украјинска демократска алијанса за реформе (укр. Український демократичний альянс за реформи), је политичка партија у Украјини чији је оснивач и председник бивши украјински професионални боксер у тешкој категорији Виталиј Кличко. Партија је у правном погледу наследник Политичке партије „Европска престоница“ (укр. Політична партія „Європейська столиця“) која је регистрована у марту 2005. Под тренутним именом, партија је основана 24. априла 2010, а основа за њено формирање је била локална политичка коалиција у Кијеву која се звала Блок Виталија Кличка.
Партија је распуштена 28. августа 2015 године.
Партија је имала проевропску платформу, а један од главних прокламованих циљева био је борба против корупције. На међународном плану, УДАР је остваривао сарадњу са Хришћанско-демократском унијом Немачке.
Иако се УДАР није придружио Комитету за отпор диктатури, телу које координише заједнички наступ опозиционих странака на изборима у октобру 2012, странка је потписала споразум о заједничком деловању са тим савезом.
На парламентарним изборима у октобру 2012. УДАР је освојио 40 мандата.